# Cape Norman
Cape Norman är en udde i Kanada.   Den ligger i provinsen Newfoundland och Labrador, i den östra delen av landet, 1 600 km öster om huvudstaden Ottawa.
Terrängen inåt land är mycket platt. Havet är nära Cape Norman åt nordost. Trakten är glest befolkad. Närmaste större samhälle är Raleigh, 13,7 km sydost om Cape Norman. 